# Lucian Sânmărtean
Lucian Iulian Sânmărtean (Bistrița, Rumanía, 13 de marzo de 1980) es un exfutbolista rumano, se desempeñó en varias posiciones, siempre de corte creativo, y es reconocido por su habilidad técnica. Su primer equipo fue el Gloria Bistrita.

## Clubes
| Club                  | País         | Año         | Partidos | Goles |
| Gloria Bistrița       | Rumanía      | 1998 - 2003 | 89       | 12    |
| Panathinaikos         | Grecia       | 2003 - 2007 | 76       | 6     |
| FC Utrecht            | Países Bajos | 2007 - 2008 | 17       | 0     |
| Gloria Bistrița       | Rumanía      | 2009        | 26       | 1     |
| FC Vaslui             | Rumanía      | 2010 - 2014 | 149      | 15    |
| Steaua Bucuresti      | Rumanía      | 2014 - 2015 | 26       | 5     |
| Ittihad FC            | Arabia Saudí | 2015 - 2016 | 11       | 0     |
| CS Pandurii Târgu Jiu | Rumanía      | 2016 - 2017 |          |       |
| Al-Taawoun F. C.      | Arabia Saudí | 2017        |          |       |
| FC Voluntari          | Rumanía      | 2017 -      |          |       |

## Palmarés
| Título                     | Club               | País    | Año  |
| -------------------------- | ------------------ | ------- | ---- |
| Copa de la liga de Rumania | Gloria Bistrița    | Rumania | 2000 |
| Super Liga de Grecia       | Panathinaikos FC   | Grecia  | 2004 |
| Copa de Grecia             | Panathinaikos FC   | Grecia  | 2004 |
| Liga Rumana                | Steaua de Bucarest | Rumania | 2014 |

## Distinciones individuales
| Premio                    | País    | Año  |
| ------------------------- | ------- | ---- |
| Futbolista Rumano del año | Rumania | 2014 |